# Kunsan Air Base
Kunsan Air Base est une base de l'United States Air Force située près de la ville de Gunsan en Corée du Sud.
En 2007, Kunsan AB abrite 2 900 militaires américains, 450 sud-coréens et le 8th Fighter Wing (appartenant aux Pacific Air Forces) et ses deux escadrons de chasse volant sur F-16.

## Historique

### Les débuts
En 1938, l'Armée impériale japonaise construit une base aérienne sur le littoral de la mer Jaune près de la ville de Gunsan pour y baser des unités d'intercepteurs du Service aérien de l'Armée impériale japonaise. Après la chute du Japon, les forces armées américaines utilisent le terrain de façon intermittente, en y basant de petits détachements (avec quelques appareils de liaison) d'assistance à la nouvelle armée coréenne.

### Guerre de Corée
La guerre de Corée débute le 25 juin 1950. La base de Kunsan est occupée par les forces nord-coréennes dès le 13 juillet 1950 mais reprise par la 24e division d'infanterie de l'US Army en octobre 1950. 
Le 1er avril 1951, le 27th Air Base Group est la première unité de l'USAF à s'installer sur le terrain de Kunsan. La construction d'une base moderne avec une nouvelle piste en dur démarre aussitôt, permettant l'installation, dès le mois d'août, des Douglas B-26 du 3rd Bombardment Wing. 
Le VMF(N)-513 de l'US Marine Corps s'installe également à Kunsan en avril 1952, suivie quelques mois plus tard du 474th Fighter Bomber Group, dont les F-84 resteront jusqu'en avril 1953, quand le 474th FBG est remplacé par le 49th Fighter Bomber Wing, lui aussi sur F-84.
Le 49th FBW quitte Kunsan, une fois la guerre terminée, en novembre 1953. Le 3rd BW quitte la base un an plus tard, en octobre 1954.

### Le sommeil

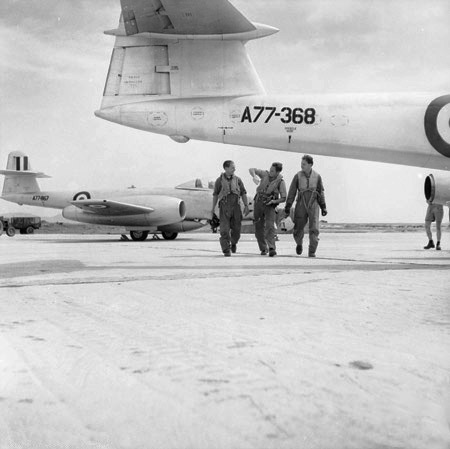
Des Gloster Meteor du de la Royal Australian Air Force sur la base aérienne de Kunsan en Corée du Sud en 1954.

Alors que la construction d'une nouvelle piste est entreprise en 1953 et 1954, la base est mise en sommeil. Seules quelques rotations temporaires d'unités amèneront quelque activité. Le 6170th Air Base Group est chargé de l'entretien et de la modernisation de la base, avec notamment l'allongement de la piste à 9 000 pieds.
En 1965, la force aérienne de Corée base un escadron de F-86 à Kunsan.

### L'incident du Pueblo
À la suite de la prise de l'USS Pueblo (AGER-2) par les Nord-Coréens le 23 janvier 1968, les troupes américaines en Corée sont renforcées et l'USAF envoie le 354th Tactical Fighter Wing qui s'installe à Kunsan en juillet 1968. Après sa transition du F-100 au F-4 en 1969, le 354th TFW quitte Kunsan en juin 1970.
Le 3rd Tactical Fighter Wing prend le contrôle de la base en mars 1971. Il est composé des 35th et 36th Tactical Fighter Squadron, tous deux sur F-4 Phantom II. Le 36th TFS est remplacé par le 80th TFS en septembre 1971.

### Le «Wolf Pack»

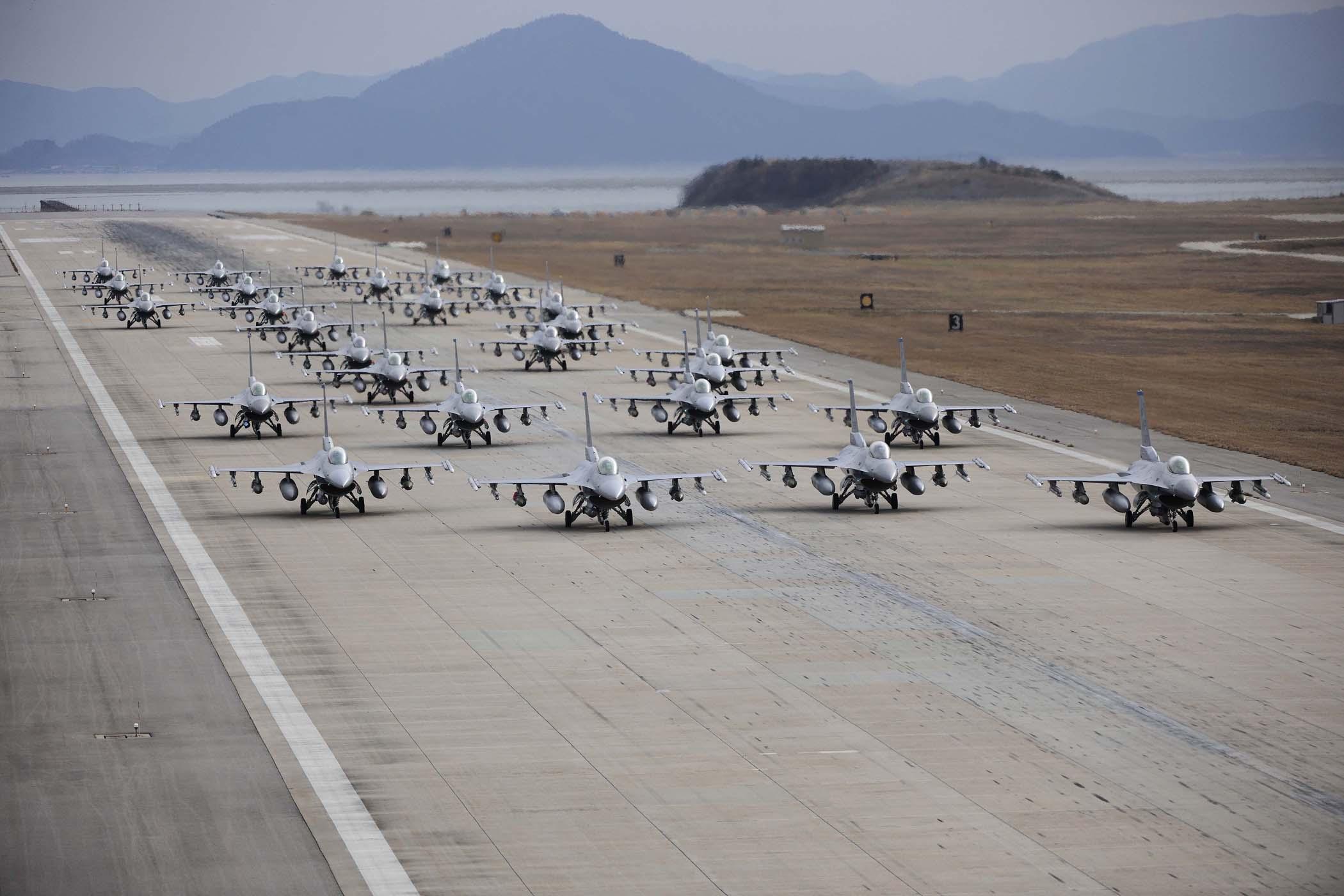
Des F-16 des 8th et 419th Fighter Wings en décembre 2011 à Kunsan.

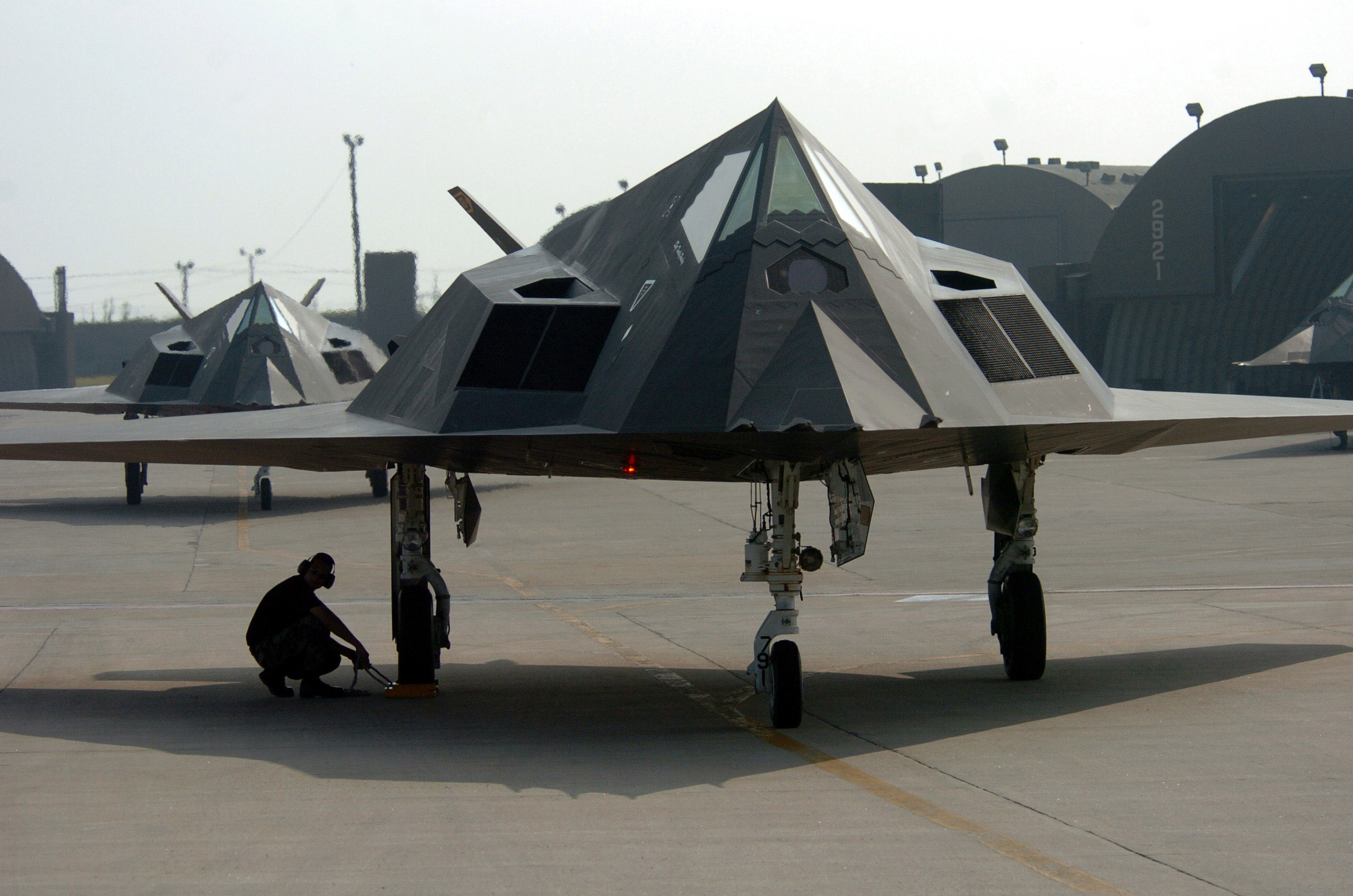
La base reçoit régulièrement d'autres unités de l'USAF telle ces F-117 du 9th Expeditionary Fighter Squadron en 2004

En septembre 1974, le 8th Tactical Fighter Wing « Wolf Pack » quitte Uborn Air Base en Thaïlande et remplace le 3rd TFW à Kunsan AB. Il s'agit d'un simple changement de désignation, sans aucun mouvement d'hommes ou de matériels. Le 8th TFW est composé des 35th TFS et 80th TFS.
Depuis 1974, le 8th TFW (devenu plus tard le 8th FW), est resté l'unité principale de Kunsan AB, où il assure ses missions de défense de la Corée du Sud face à la Corée du Nord.